# Rhantus hiekei
Rhantus hiekei är en skalbaggsart som beskrevs av Michael Balke 1993. Rhantus hiekei ingår i släktet Rhantus och familjen dykare. Inga underarter finns listade i Catalogue of Life.